# Episodi di Death Valley Days (quattordicesima stagione)
La quattordicesima stagione della serie televisiva Death Valley Days è stata trasmessa in anteprima negli Stati Uniti d'America in syndication tra il 30 settembre 1965 e il 5 maggio 1966.
| nº | Titolo originale                     | Titolo italiano | Prima TV USA      | Prima TV Italia |
| -- | ------------------------------------ | --------------- | ----------------- | --------------- |
| 1  | Temporary Warden                     |                 | 30 settembre 1965 |                 |
| 2  | Captain Dick Mine                    |                 | 1º ottobre 1965   |                 |
| 3  | The Lawless Have Laws                |                 | 1º ottobre 1965   |                 |
| 4  | The Great Turkey War                 |                 | 7 ottobre 1965    |                 |
| 5  | The Rider                            |                 | 7 ottobre 1965    |                 |
| 6  | Traveling Trees                      |                 | 7 ottobre 1965    |                 |
| 7  | No Place for a Lady                  |                 | 21 ottobre 1965   |                 |
| 8  | A City Is Born                       |                 | 22 ottobre 1965   |                 |
| 9  | The Book                             |                 | 28 ottobre 1965   |                 |
| 10 | Mrs. Romney and the Outlaws          |                 | 23 dicembre 1965  |                 |
| 11 | Dry Water Sailors                    |                 | 23 dicembre 1965  |                 |
| 12 | Devil's Gate                         |                 | 23 dicembre 1965  |                 |
| 13 | The Red Shawl                        |                 | 30 dicembre 1965  |                 |
| 14 | A Picture of a Lady                  |                 | 30 dicembre 1965  |                 |
| 15 | Canary Harris vs. the Almighty       |                 | 30 dicembre 1965  |                 |
| 16 | The Fastest Nun in the West          |                 | 20 gennaio 1966   |                 |
| 17 | The Fight San Francisco Never Forgot |                 | 17 marzo 1966     |                 |
| 18 | The Courtship of Carrie Huntington   |                 | 17 marzo 1966     |                 |
| 19 | Water Bringer                        |                 | 17 marzo 1966     |                 |
| 20 | Crullers at Sundown!                 |                 | 22 marzo 1966     |                 |
| 21 | Hugh Glass Meets the Bear            |                 | 24 marzo 1966     |                 |
| 22 | The Firebrand                        |                 | 24 marzo 1966     |                 |
| 23 | The Hat That Huldah Wore             |                 | 7 aprile 1966     |                 |
| 24 | The Four Dollar Law Suit             |                 | 14 aprile 1966    |                 |
| 25 | An Organ for Brother Brigham         |                 | 28 aprile 1966    |                 |
| 26 | Lady of the Plains                   |                 | 5 maggio 1966     |                 |